# Gåeryds rasbranter
Gåeryds rasbranter är ett naturreservat i Nydala socken i Värnamo kommun i Jönköpings län.
Området avsattes som naturreservat år 1973 och är 3 hektar stort. Det är beläget 2 kilometer sydost om Nydala och består av en rasbrant med ädellövskog. Berggrunden innehåller så kallad grönsten.

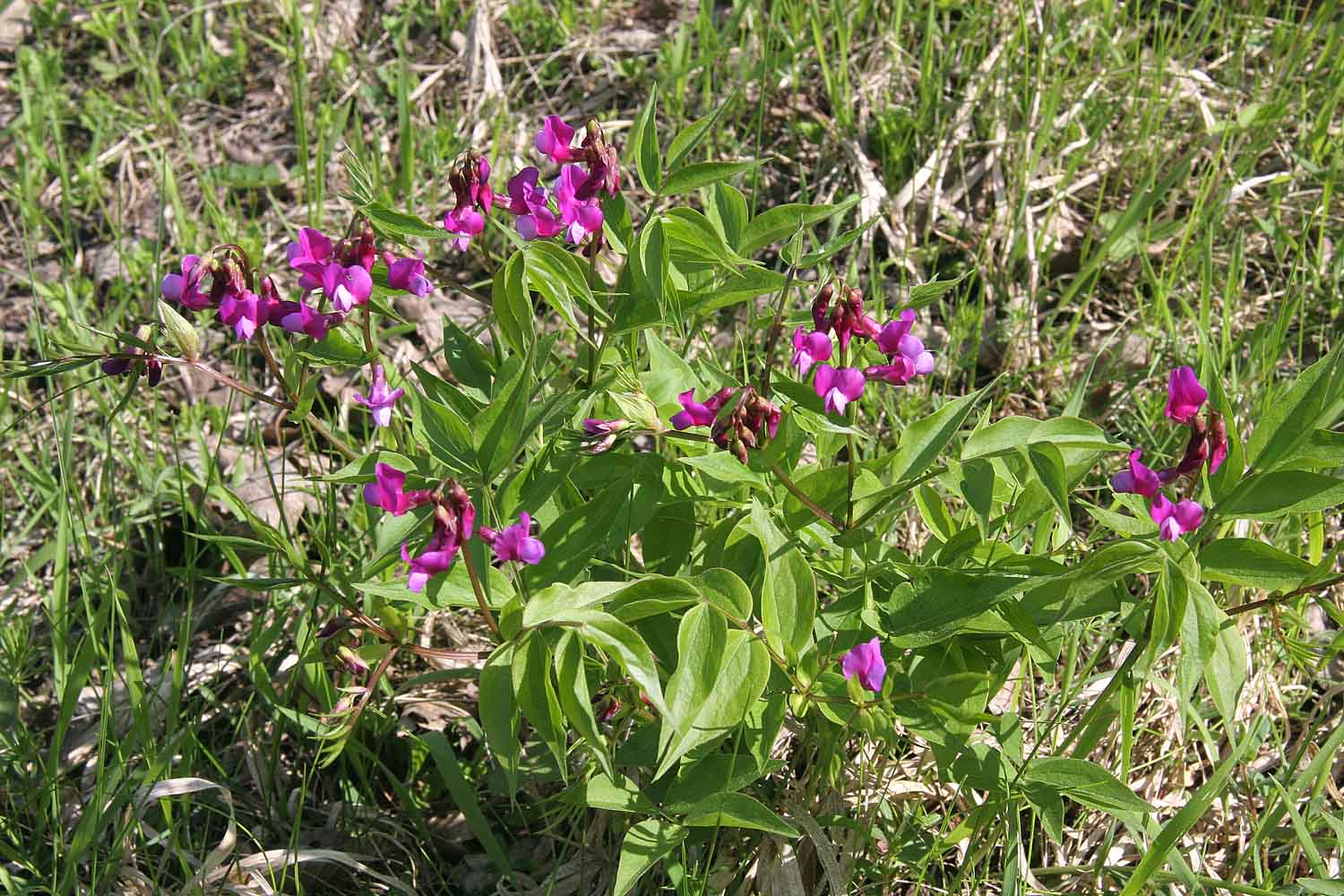
Vårärt

Lövskogen består mest av ek men även lind och bok förekommer. Området är örtrikt och där finns flera växter som är ovanliga i trakten. Exempel på dessa är hässlebrodd, långsvingel, vårärt, tandrot, trolldruva och myskmadra. Förr användes området som slåttermark och det finns kvar en del hamlade lindar.
Reservatet har ett rikt fåglar.